# 中国大陆的外籍人员子女学校列表
中国大陆的外籍人员子女学校是由中华人民共和国政府特许设立的、为在中国大陆境内合法居留外籍人员的适龄子女提供教育服务的专门学校，其管理依据是1995年原国家教育委员会（现教育部）发布的《关于开办外籍人员子女学校的暂行管理办法》。
经教育部批准设立的外籍人员子女学校数量在2007年1月23日为86所，2012年6月为113所。由于2012年9月起外籍人员子女学校的批准权限由教育部下放到省级政府教育行政部门，教育部提供的名单也不再更新。截至2012年11月21日，教育部共批准116所外籍人员子女学校。
教育部在2015年要求此类学校必须以“外籍人员子女学校”作为学校名称后缀，此后很多学校修改了其正式名称。
以下是中国大陆的外籍人员子女学校列表，括号内为办学时间。

## 北京市
1. 北京韩国幼儿园 （1996/12/19，1998年8月1日更名为北京韩国国际学校，2000年12月19日批准增设高中部）
2. 北京大韩学校 （1998/05/28）
3. 北京蒙台梭利国际幼儿园 （1996/06/11）
4. 北京京西学校 （1996/06/11）
5. 北京BISS国际学校 (1996/06/11）
6. 北京协力国际学校 （1996/05/07）
7. 北京顺义国际学校 （1997/12/29）
8. 北京耀中国际学校 （1996/06/11）
9. 北京龙学国际学校 （2000/02/24）
10. 北京乔治布朗国际幼儿园 （2002/01/21，2002年7月18日更名为北京巧智博仁国际幼儿园）
11. 北京中关村国际学校 （2003/05/30）
12. 北京英国学校 （2003/07/28）
13. 北京依顿国际幼儿园 （2003/07/17）
14. 北京德威英国国际学校 （2004/01/16）
15. 北京澳大利亚国际学校 （2004/06/03）
16. 北京哈罗英国学校 （2005/06/07）
17. 北京瑞金英国学校 （2005/06/12）
18. 北京三弈国际幼儿园 （2005/10/03）
19. 北京加拿大国际学校 （2006/07/28）
20. 北京法国国际学校 （2007/01/23）

未列入教育部名单的外籍人员子女学校：
1. 日本驻中华人民共和国大使馆附属北京日本人学校（1976/04/26）
2. 北京德国使馆学校（英语：Deutsche Botschaftsschule Peking）（2004年）

## 上海市
1. 上海新加坡国际学校 （1996/07/24）
2. 上海长宁国际学校 （1996/11/05）
3. 上海泰宁国际幼儿园 （1998/03/25）
4. 上海虹桥幼儿园（1997/07/07，2002年12月24日更名为上海虹桥国际学校）
5. 上海法国学校 （1996/03/29）
6. 上海德国学校 （1995/07/31）
7. 上海美丘第一幼儿园 （1996/04/08）
8. 上海奥伊斯嘉日本语幼儿园 （1996/04/08）
9. 上海协和国际学校 （1998/07/30）
10. 上海恩吉尔幼儿园 （1998/10/27）
11. 上海韩国学校 （1999/10/27，2006年6月2日批准增设高中部）
12. 幼儿天地国际幼儿园 （2000/05/23，2007/4/30日终止）
13. 上海东进日本人幼儿园 （2000/02/04）
14. 上海英国学校 （2002/03/06）
15. 上海李文斯顿美国学校 （2002/07/01）
16. 上海瑞金国际学校 （2002/11/25）
17. 上海德威英国国际学校 （2003/08/11）
18. 上海西华国际学校（英语：Western International School of Shanghai） （2004/07/28）
19. 上海耀中国际学校（2009/02/09）
20. 上海日本人国际学校（2010/07/26）
21. 上海惠灵顿国际学校（2012/05/10)
22. 上海不列颠英国学校（2012年8月29日）

## 天津市
1. 天津日本人补习学校 （1998/05/12，1999年10月19日更名为天津日本人学校）
2. 天津MTI国际学校 （1999/01/28）
3. 天津爱华幼儿园 （1999/11/15）
4. 幼儿天地国际幼儿园 （2000/2/14）
5. 天津瑞金国际学校 （2000/03/21）
6. 天津韩国国际学校 （2000年5月23日）
7. 天津世源幼儿园 （2005/03/30）
8. 天津韩国星国幼儿园 （2005/10/04）
9. 天津英思立国际学校 （2009/02/01，2009年10月13日更名为天津惠灵顿国际学校）
10. 天津杰美司国际学校 （2011年8月9日）

## 重庆市
1. 重庆耀中国际学校 （2001/08/23）

## 河北省
1. 沧州振华韩国国际学校 （2002/01/21）

## 广东省
1. 广州奥伊斯嘉日本语幼儿园 （1997/07/07，2022年1月更名为广州奥伊斯嘉外籍人员子女学校）
2. 广州恩惠学校 （1996/04/15）
3. 广州美国人国际学校（页面存档备份，存于） （1996/08/27）
4. 广州日本人学校 （1995/06/13）
5. 广州裕达隆国际学校（页面存档备份，存于） （1998/07/14，2022年更名为广州誉德莱外籍人员子女学校）
6. 广东蛇口国际学校（英语：Shekou International School） （1997/11/25）
7. 珠海科爱赛国际学校 （2000/06/20）
8. 蛇口科爱赛国际学校 （2002/12/03）
9. 中海壳牌石油化工有限公司国际学校 （2002/12/14）
10. 广州南湖国际学校 （2003/03/31）
11. 深圳韩国国际学校 （2004/11/20）
12. 深圳深美国际学校 (2005/05/16)
13. 增城裕达隆国际学校（英语：Utahloy International School of Guangzhou） （2005/08/04）
14. 广州英国学校（页面存档备份，存于） （2005/08/31）
15. 深圳日本人学校 （2008/04/23)
16. 深圳南山国际学校 （2009-10-22）
17. 珠海国际学校 （2012年7月25日）
18. 东莞文盛国际学校（2012年11月21日）

未列入教育部名单的外籍人员子女学校：
1. 广州番禺祈福英语实验学校（英语：Clifford International School）（2002）

## 江苏省
1. 南京国际学校（英语：Nanjing International School） （1996/03/29）
2. 苏州新加坡国际学校 （1996/06/05）
3. 无锡新区国际学校 （1995/08/24）
4. 太湖国际学校（2000/01/17）
5. 苏州依顿国际学校 （2004/02/11）
6. 苏州日本人学校 （2005/02/28）
7. 无锡韩国人学校 （2006/09/21）
8. 苏州德威英国国际学校（英语：Dulwich College Suzhou）（2007年4月7日）
9. 南京英国学校 （2010/10/26）
10. 无锡伊顿国际学校 （2011年5月3日）

## 山东省
1. 青岛MTI国际学校（英语：Qingdao MTI International School） （1996/09/18）
2. 青岛第一国际学校 （1998/09/03）
3. 济南国际学校 （1999/09/09）
4. 烟台韩国学校 （2001/12/04）
5. 青岛韩国国际学校 （2004/07/28）
6. 青岛悦华韩国学校 （2005/02/24）
7. 青岛日本人学校 （2005/04/01）
8. 威海中世韩国国际学校 （2006/08/30）
9. 青岛未来韩国国际幼儿园 （2006/10/30）
10. 青岛青云国际学校 （2008/05/21）
11. 青岛耀中国际学校 （2010/12/17）
12. 青岛美亚国际学校 （2011年7月12日）

## 福建省
1. 厦门国际学校 （1997/08/01）
2. 厦门岷厦国际学校 （1998/07/21）
3. 福州国际学校 （2000/10/20）

未列入教育部名单的外籍人员子女学校：
1. 厦门协同外籍人员子女学校 （2017/8/14）→厦门长菁外籍人员子女学校 （2021/2/9）

## 吉林省
1. 延边外籍人员子女学校 (1998/05/06)
2. 长春美国国际学校（2007年7月4日）

## 陕西省
1. 西安国际学校 （1999/04/19）
2. 西安嘉惠国际学校 （2006/02/24）

## 辽宁省
1. 大连日本人学校 （2000/05/23）
2. 大连韩国国际学校 （2004/08/30）
3. 大连美国国际学校 （2004/10/26）
4. 大连枫叶外籍人员子女学校 （2005/08/31）
5. 沈阳韩国国际学校（朝鲜语：선양한국국제학교） （2008/03/24）
6. 沈阳国际学校（Shenyang International School (SYIS)（2010/06/28）

## 云南省
1. 昆明国际学校 （2003/05/22）

## 浙江省
1. 杭州国际学校（英语：Hangzhou International School） （2004/07/28）
2. 杭州日本人学校 （2008/04/23）

## 湖北省
1. 武汉国际文法学校 （2004/11/20）
2. 武汉长江国际学校 （2011/01/13）

未列入教育部名单的外籍人员子女学校：
1. 武汉枫叶外籍子女学校 （2007/09）

## 湖南省
1. 长沙玮希国际学校 （2010/10/26）

## 青海省
1. 西宁外籍人员子女学校 （2000/2/17）

## 四川省
1. 成都爱思瑟国际学校（2009/07/03)
2. 成都乐盟外籍人员子女学校 （2011年12月21日）

## 江西省
1. 南昌国际学校 （2011/02/18）